# W飯店
W飯店（W Hotel）是萬豪國際旗下的跨國酒店品牌，以時尚、音樂、設計與流行文化等創新風格吸引高端客戶。第一間W飯店於1998年開幕於紐約。
W飯店的經營理念在於成為各城市文化的中心，結合當地特色發展出令人印象深刻的設計概念，例如香港W飯店以中國五行為主要設計概念，台北W飯店以自然與科技共生（Natural Electrified）為主要設計理念。截至2013年2月止，W在全球24個國家共經營46家飯店，並持續在美國本土以及國際間擴張版圖。

## 酒店分布

### 已开业
| - 布里斯班 - 墨尔本 - 悉尼 - 达令港 | - 曼谷 - 北京 - 长安街(已摘牌) - 峇里島 - 长沙 - 广州 - 香港 - 马尔代夫 - 大阪 - 上海 - 外滩 - 苏梅岛 - 苏州 - 首尔 - 华克山庄(已摘牌) - 新加坡 - 台北 - 西安 - 厦门 - 马来西亚-吉隆坡 - 成都 - 长沙 - 三亚 - 澳门 - 南京 | - 阿姆斯特丹 - 巴塞罗那 - 伦敦 - 莱斯特广场 - 巴黎 - 歌剧院 - 圣彼得堡 - 韦尔比耶 | - 多哈 | - 亚特兰大 - 巴克海特 - 亚特兰大 - 下城 - 亚特兰大 - 中城 - 奥斯汀 - 波士顿 - 芝加哥 - 市中心 - 芝加哥 - 湖滨 - 达拉斯 - 劳德代尔堡 - 霍博肯 - 好莱坞 - 洛杉矶 - 西比佛利山庄 - 墨西哥城 - 迈阿密 - 迈阿密 - 南海滩 - 明尼阿波利斯 - 富沙大厦 - 蒙特利尔 - 新奥尔良 - 法国区 - 纽约 - 纽约 - 曼哈顿下城 - 纽约 - 时报广场 - 纽约 - 联合广场 - 蓬塔米塔 - 旧金山 - 圣地亚哥 - 斯科茨代尔 - 西雅图 - 别克斯岛 - 华盛顿特区 |

### 建设中
- 重庆-江北嘴

## 圖庫

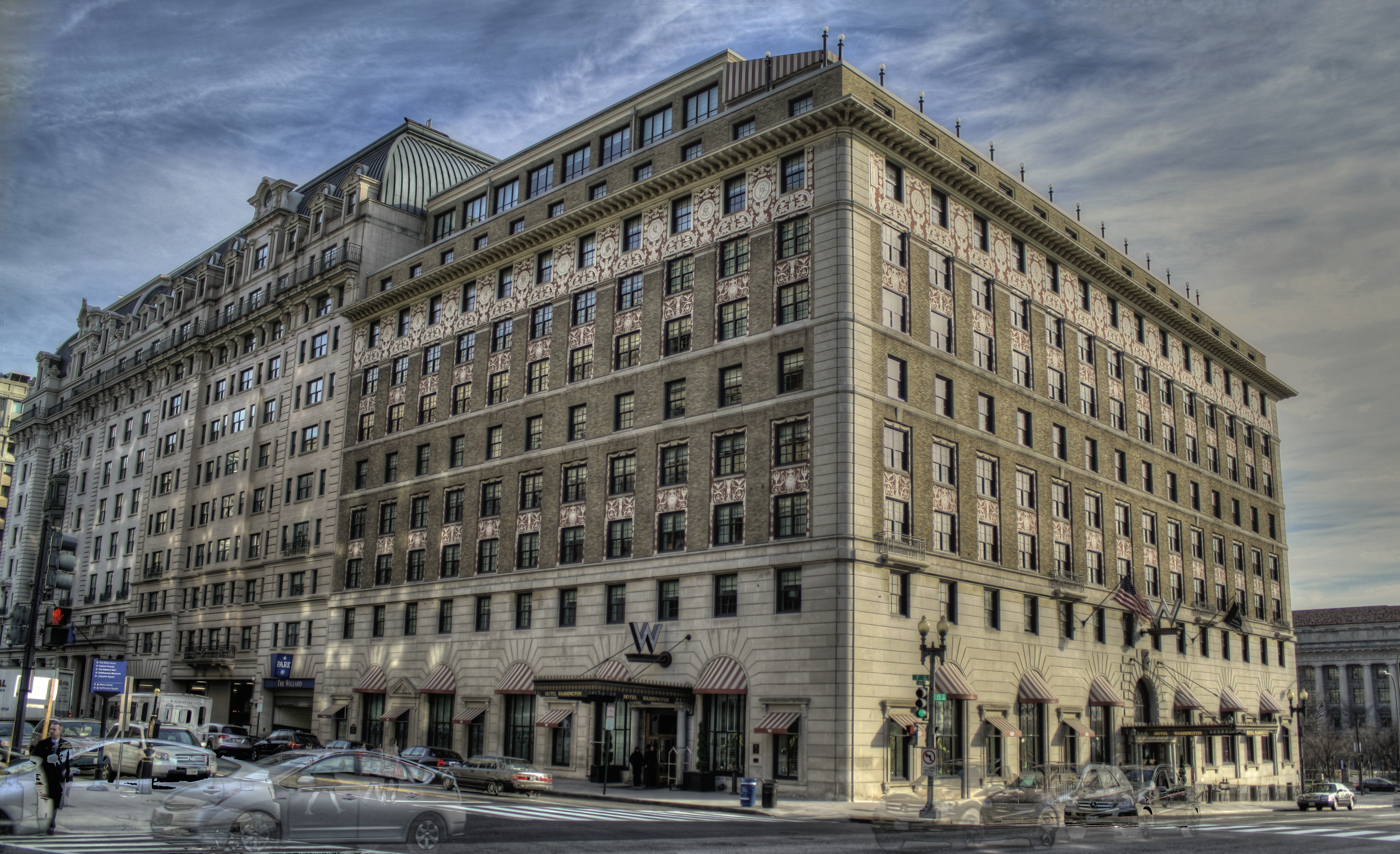
华盛顿特区
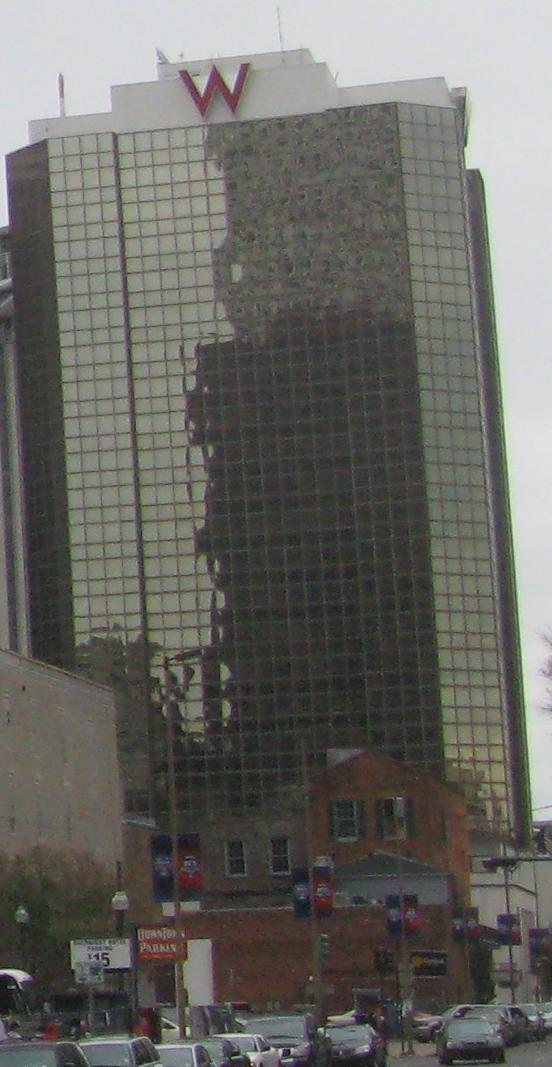
新奥尔良
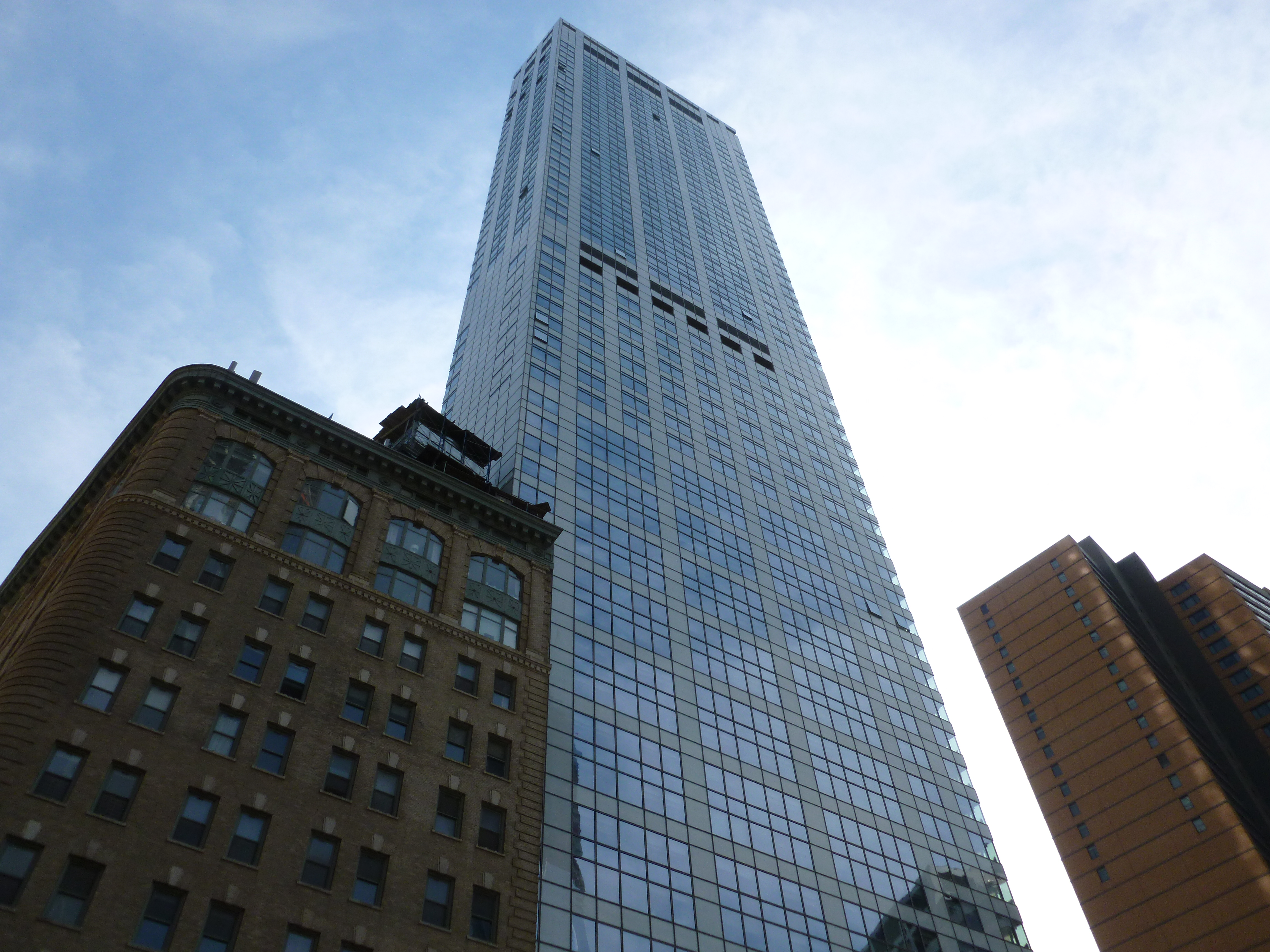
纽约曼哈顿下城
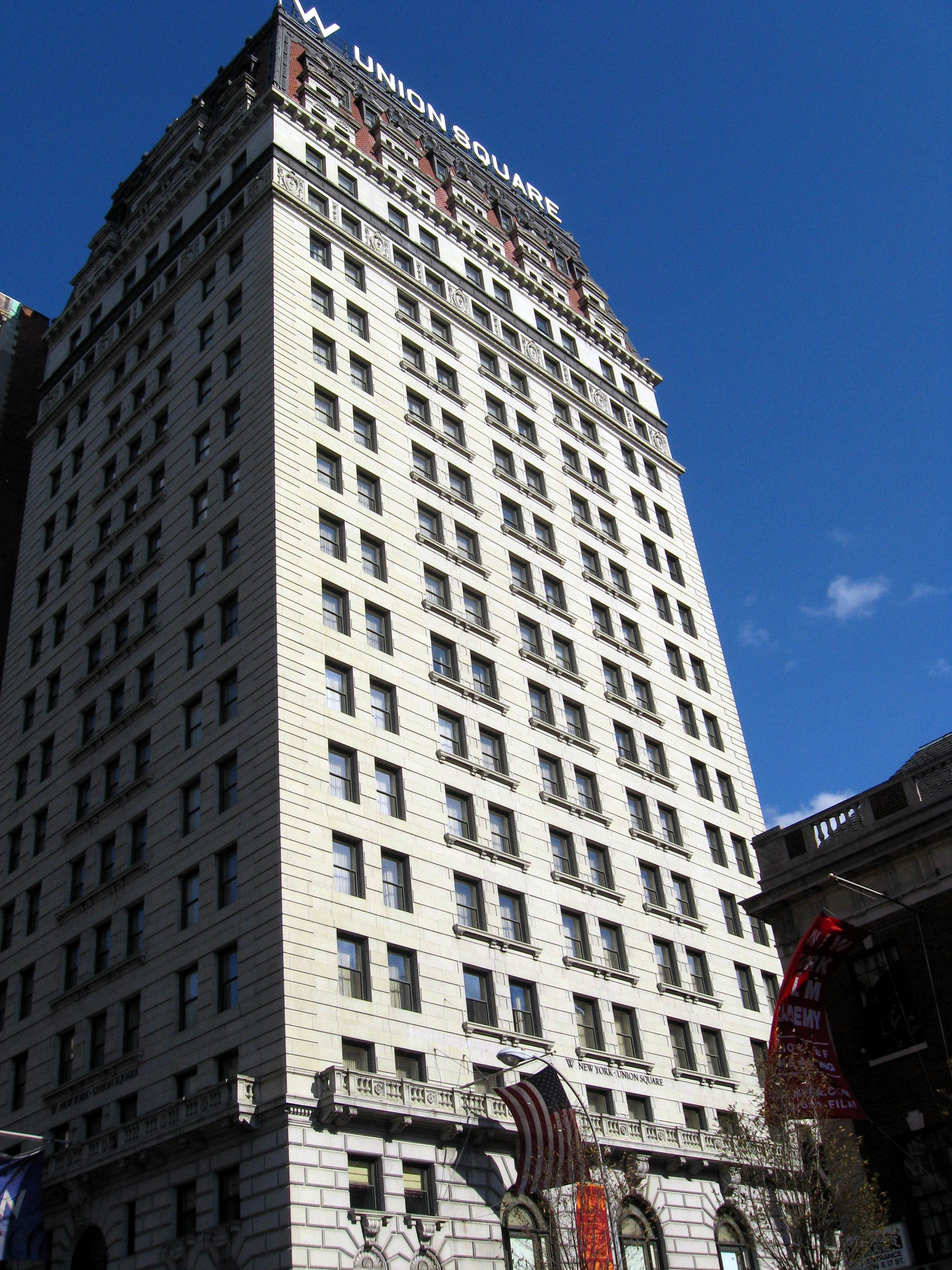
纽约联合广场
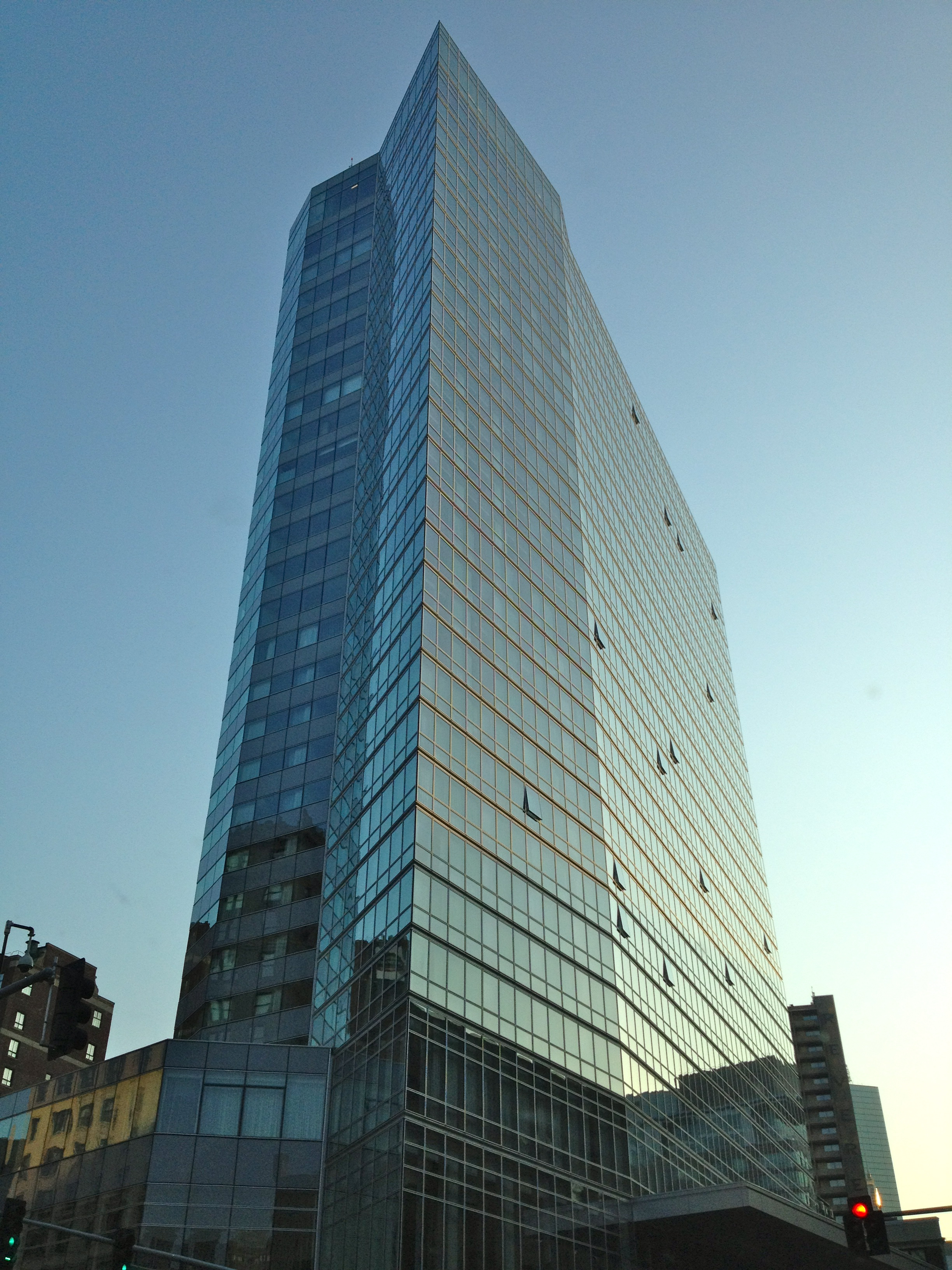
波士顿
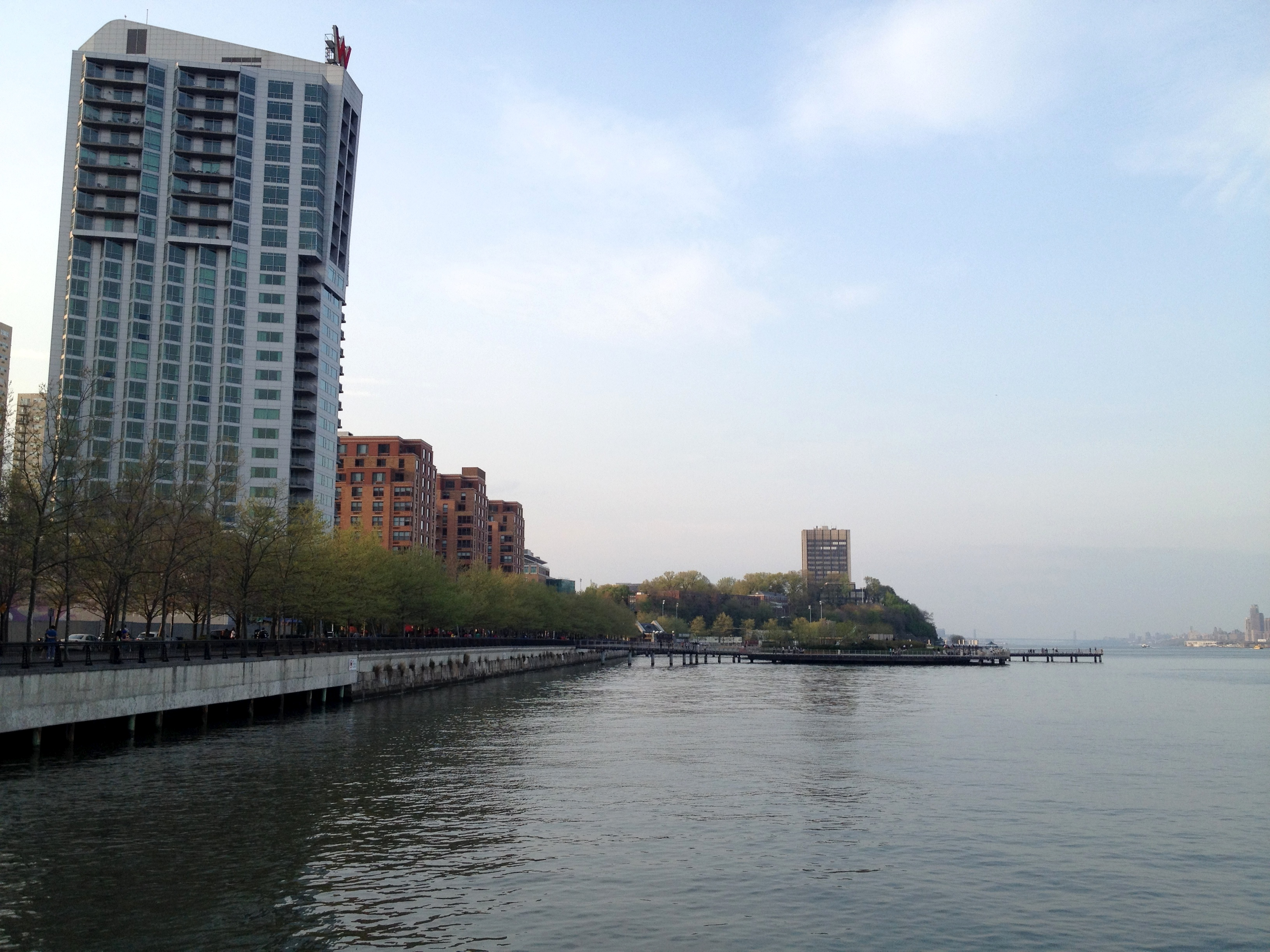
新泽西州霍博肯
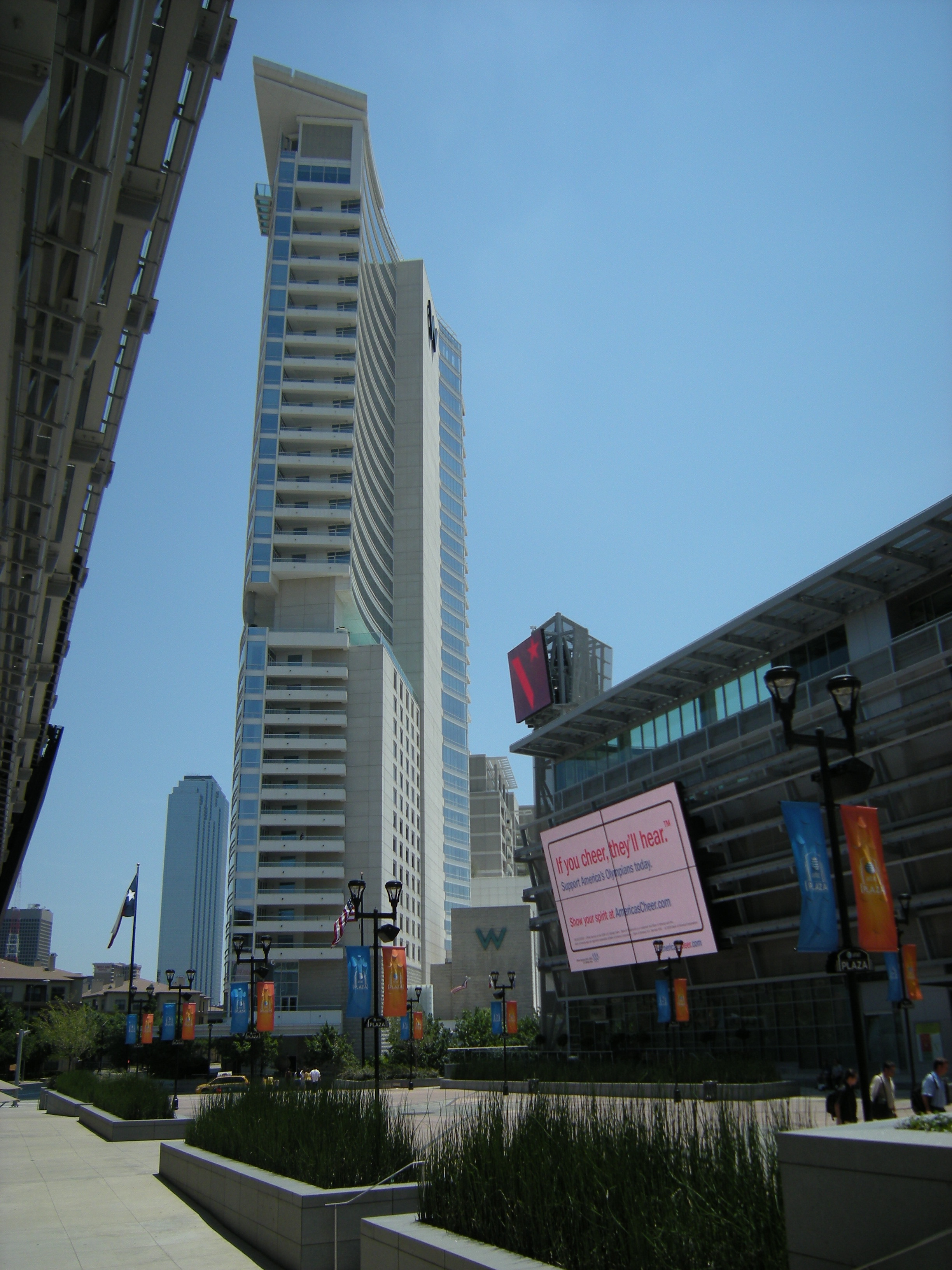
达拉斯
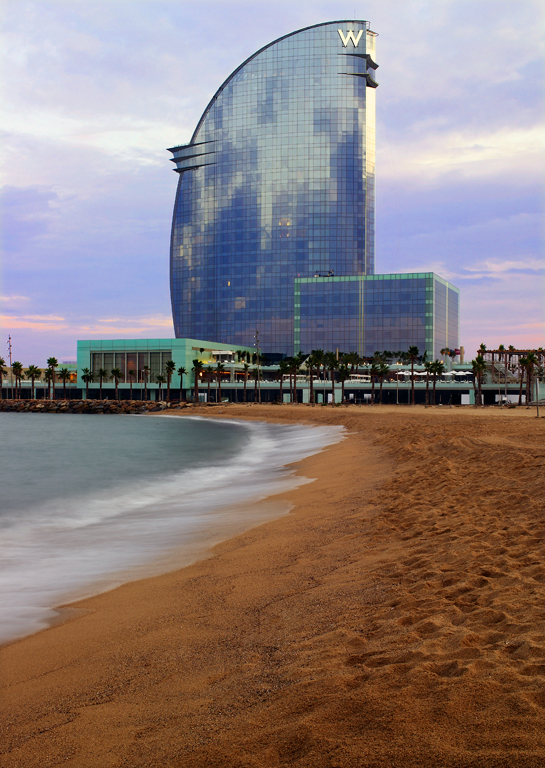
巴塞罗那
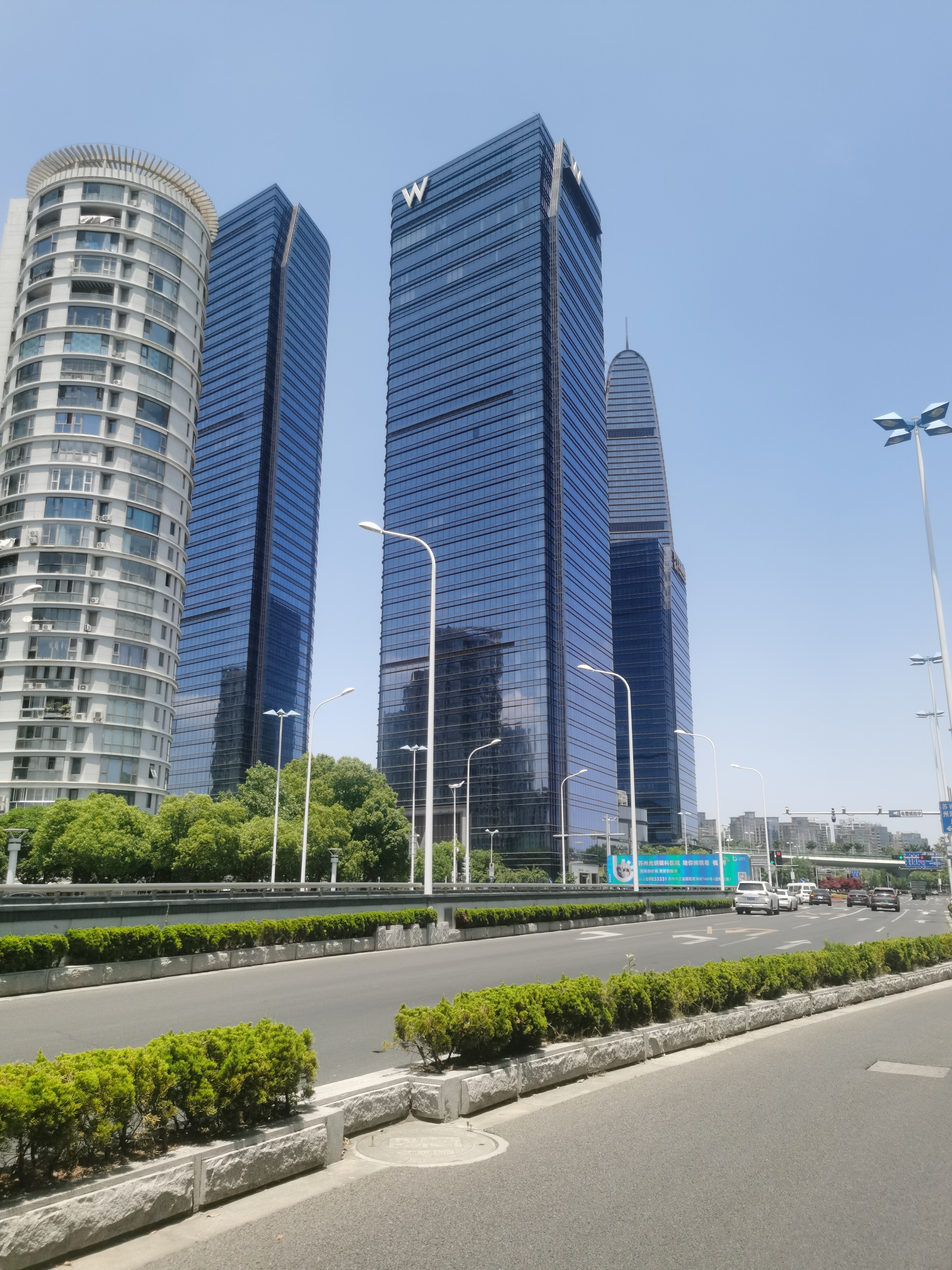
苏州
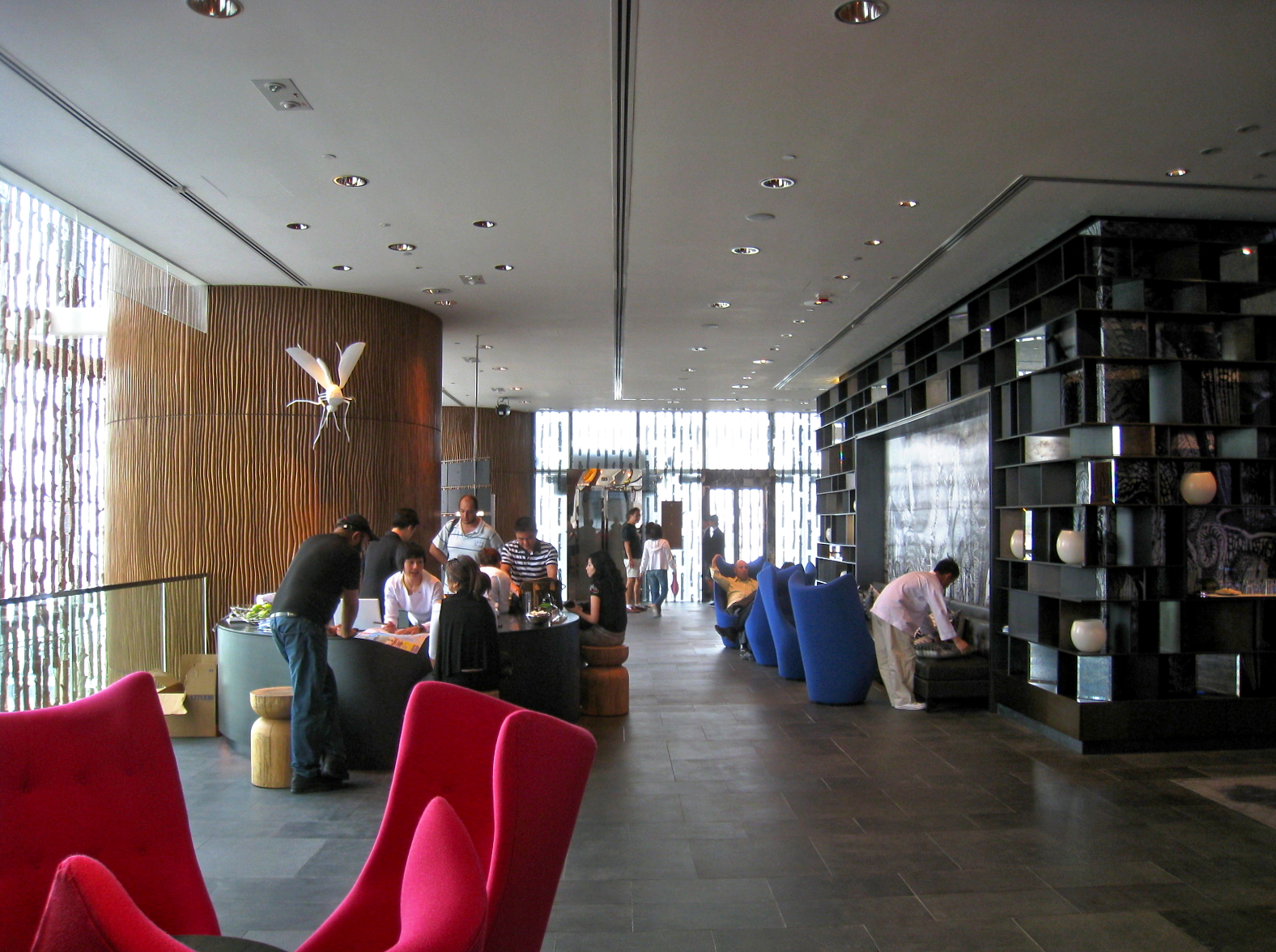
香港
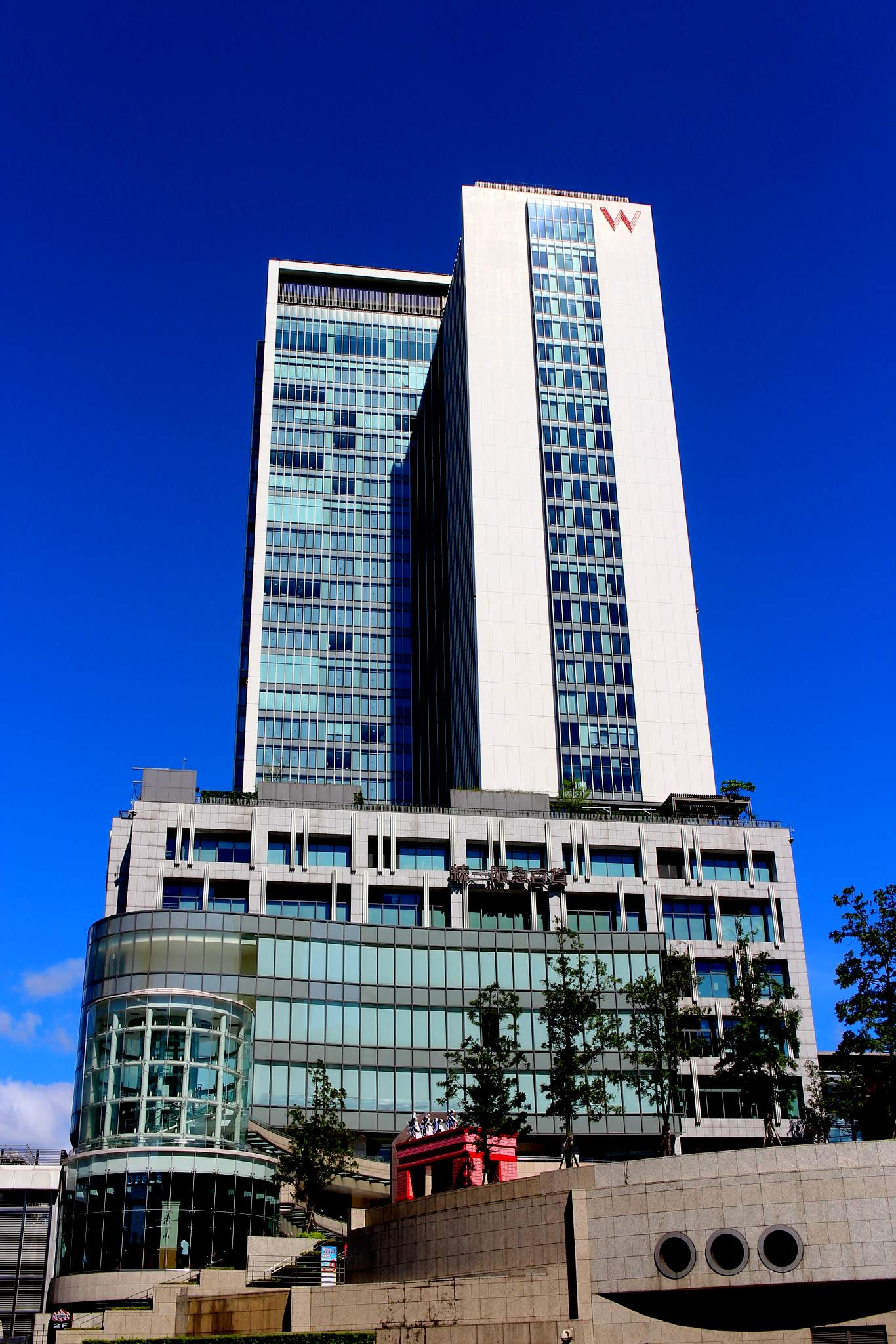
台北
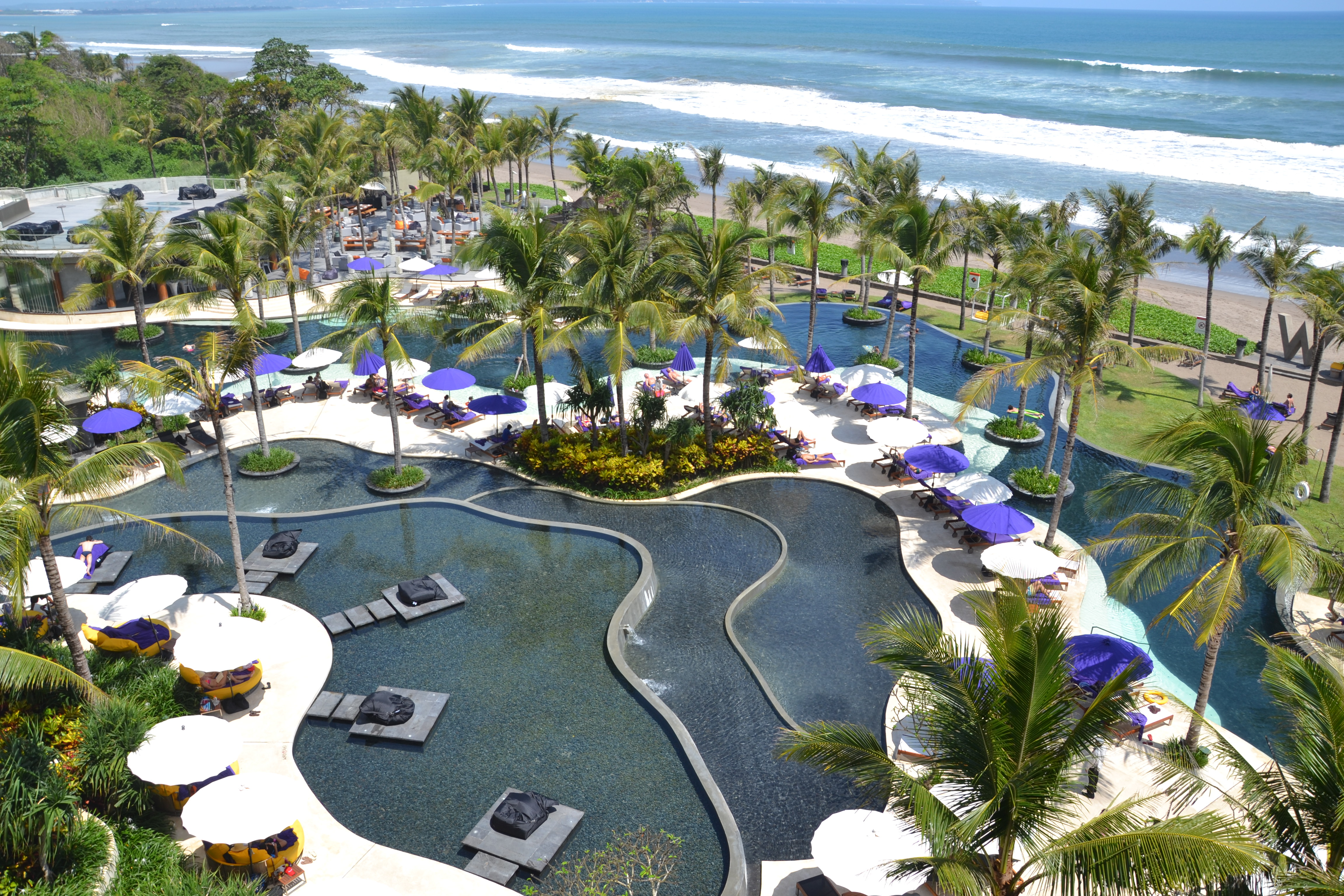
峇里島
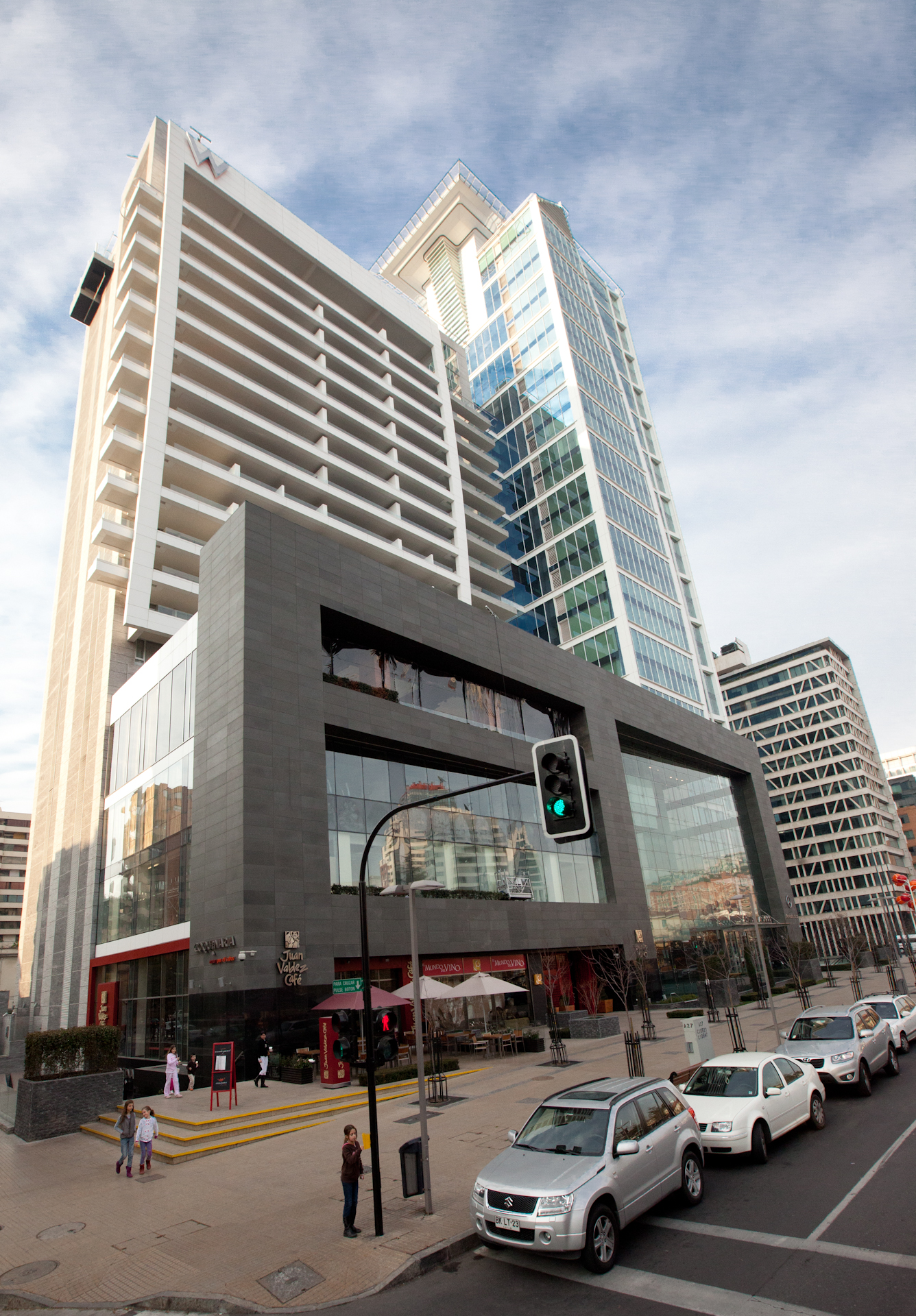
智利圣地亚哥